# Proctolabus cerciatus
Proctolabus cerciatus är en insektsart som beskrevs av Morgan Hebard 1925. Proctolabus cerciatus ingår i släktet Proctolabus och familjen gräshoppor. Inga underarter finns listade i Catalogue of Life.